# Маточина (Болгарія)
Ма́точина (болг. Маточина) — село в Хасковській області Болгарії. Входить до складу общини Свиленград.

## Населення
За даними перепису населення 2011 року у селі проживали 27 осіб, усі — болгари.
Розподіл населення за віком у 2011 році:
Динаміка населення: